# Random House
Random House es una de las principales editoras en lengua inglesa del mundo. Forma parte de la compañía Bertelsmann, una empresa de medios de comunicación alemana.
Además de Estados Unidos y Reino Unido, Random House posee oficinas en Canadá, Australia y Nueva Zelanda. En Australia, las oficinas están localizadas en Sídney y Melbourne. En Nueva Zelanda, quedan en Glenfield, Auckland.
En 1 de julio de 2013, después de la conclusión de un acuerdo entre Bertelsmann y Pearson para fundir sus respectivas editoras, Random House y Penguin, pasaron a representar el 53% y 47%, respectivamente, de la nueva Penguin Random House, el mayor grupo editorial de libros del mundo. El grupo edita ficción y no ficción para adultos y niños, libros impresos y digitales, en los Estados Unidos, Reino Unido, Canadá, Australia, Nueva Zelanda, India y resto de Asia, Sudáfrica, España, México, Argentina, Uruguay, Colombia, Venezuela y Chile. Penguin Random House emplea más de 10 000 personas en el mundo a través de casi 250 editoras, que publican en conjunto más de 15 000 títulos nuevos por año. Sus listas de publicación incluyen más de 70 ganadores del Premio Nobel y centenares de autores de los más leídos del mundo.
Penguin Random House Grupo Editorial es la división en lengua española del conglomerado editorial internacional Penguin Random House, perteneciente a la multinacional Bertelsmann SE & Co. KGaA. Fue fundada el 1 de julio de 2013 como resultado de la fusión de la división editorial de Bertelsmann, Random House, con la del grupo Pearson, Penguin. El grupo empresarial reúne editoriales y sellos procedentes de diversos países de habla hispana, como las españolas Plaza & Janés, Alfaguara y Ediciones B, la mexicana Grijalbo y la argentina Editorial Sudamericana.

## Sellos editoriales
- Aguilar
- Alfaguara
- Alfred A. Knopf
- Altea
- Anchor Books
- Ballantine Books
- BBC Books
- Beascoa
- Caballo de Troya
- Chatto and Windus
- Cliper Plus
- Collins
- Conecta
- Debate
- Debolsillo
- Del Rey Books
  - Del Rey Manga
- Ebury Press
- Electa
- Equipo Oct
- Fantascy
- Flash
- Grijalbo
- Grijalbo ilustrados
- Literatura Random House
- Lumen
- Lumen infantil
- Montena
- Nube de Tinta
- Plaza & Janés
- Punto de Lectura
- Random
- Reservoir Books
- Rider
- Rosa dels Vents
- Sudamericana (Argentina)
- Suma
- Taurus
- Vermillion
- Villard (1983)
  - Strivers Row
- Xlibris